# Tesfaye Fetene
Tesfaye Fetene est un ancien joueur et entraîneur éthiopien de football.

## Biographie
En avril 2007, Tesfaye Fetene est nommé par les dirigeants de la fédération au poste de sélectionneur de l'équipe nationale, en remplacement du Français Diego Garzitto, démissionnaire.
Fetene ne va diriger les Antilopes Walya que pour une seule rencontre, disputée le 29 avril 2007, en République démocratique du Congo dans le cadre des éliminatoires pour la CAN 2008 et perdue sur le score de deux buts à zéro.